# 蕭定 (唐朝)
萧定（708年—784年），字梅臣，唐朝大臣，出自兰陵萧氏，凌烟阁功臣蕭瑀的曾孙，給事中萧釴之孙，虢州刺史、赠工部尚书萧恕之子。
萧定以门荫起家陕州参军事、金城县丞。以吏事清廉干练闻名。选补黜陟使裴遵庆表奏他为判官，改为万年主簿。历任侍御史、考功员外郎、左右司二郎中。被元载排挤，出为秘书少监，兼袁州刺史，历任信州、湖州、宋州、睦州、润州五州刺史。大历年间，有司认为他是天下刺史治绩最好的，与常州萧复、豪州张镒为第一，劝农桑，均赋税，收纳流亡，户口增加，又比张镒、萧复更好。邵说推荐户部郎中萧定、司农卿庾准接替自己，朝廷不许。官至户部侍郎、太常卿。朱泚之反，改姓名为张诞，藏匿在里闾之间，与蒋沇没有从逆。京师平定后，擢升为太子少师。兴元元年（784年）卒，时年七十七岁，十二月乙亥，赠萧定太子太师。

## 子
- 萧酂（？－810年），华州司仓参军